# Bosanski lonac
El bosanski lonac (‘olla bosnia’) es un especialidad culinaria bosnia tradicional, apreciada por su rico sabor y su flexibilidad. Es imposible dar una receta concreta, ya existen numerosas variaciones, pero los ingredientes principales son casi siempre los mismos: carne y verduras diversas.
Es un plato que ha estado en las mesas de ricos y pobres durante siglos. Los ricos usaban más carne y otros ingredientes caros, mientras los pobres empleaban los que tenía a mano. Son ingredientes típicos la carne de ternera, el cordero, el repollo, la patata, el tomate, la zanahoria, el perejil, el ajo y los granos de pimienta (enteros, sin moler). Pueden usarse muchas otras verduras y carnes diferentes. El bosanski lonac se prepara poniendo capas alternas de carne y verdura hasta llenar una olla honda, añadiendo de 1 a 2 litros de agua o vino blanco y cociendo. Los ingredientes deben cortarse en trozos grandes mejor que pequeños o picados.
Originalmente el bosanski lonac se hacía en recipientes de cerámica, que se ponían en el hogar o en un horno de pozo. Como en la actualidad no se dispone de ellos, se emplea una olla normal en el fuego de la cocina. Como los trozos de carne y verdura se dejan grandes, suelen necesitarse unas 4 horas para terminar el guiso.
- Datos: Q894347